# NGC 4021
NGC 4021 é uma galáxia elíptica (E) localizada na direcção da constelação de Coma Berenices. Possui uma declinação de +25° 05' 01" e uma ascensão recta de 11 horas, 59 minutos e 02,5 segundos.